# Ditassa edmundoi
Ditassa edmundoi är en oleanderväxtart som beskrevs av Fontella och Valente. Ditassa edmundoi ingår i släktet Ditassa och familjen oleanderväxter. Inga underarter finns listade i Catalogue of Life.